# Sejm konwokacyjny 1668
Sejm konwokacyjny 1668 – sejm konwokacyjny I Rzeczypospolitej zwołany przez prymasa Mikołaja Prażmowskiego na 5 listopada 1668 roku do Warszawy. Sejmiki przedsejmowe zostały zwołane na 16 października. Marszałkiem został podkomorzy smoleński Jan Antoni Chrapowicki.
Przyczyną zwołania sejmu była abdykacja Jana II Kazimierza Wazy, a celem było ustalenie zasad wyboru następnego króla (czyli akt konfederacji generalnej) na sejmie elekcyjnym. Na sejmie omawiano m.in. kwestię praw osób wyznania niekatolickiego (zwłaszcza arian) oraz apostatów. Ustalono, że przyszły król musi być katolikiem. Niespotykany dotąd był postulat by posłowie i senatorowie złożyli przysięgę, że nie dadzą się przekupić (uchwalony na wniosek starosty oświęcimskiego Jana Chryzostoma Pieniążka).  
Konkluzją sejmu było ustalenie daty sejmu elekcyjnego na 2 maja 1669.